# Khuushuur
El Khuushuur (Mongol: Хуушууp) és un tipus d'empanada o massa farcida molt popular a la cuina mongola. La carn pot ser de vaca o be (aquest més tradicional), i sol estar picada amb cebes, all i altres espècies. La massa exterior s'enrotlla sobre la carn fent una mena de "butxaca" semi-circular. El cuiner tanca els extrems perquè no en surti el contingut. Es fregeixen en oli fins que es dauren exteriorment, es serveix calent i es menja amb les mans.